# Eriocottidae
Los eriocòtidos (Eriocottidae) son una familia de Lepidópteros de la superfamilia Teneoidea, cuya posición relativa a otros miembros de la superfamilia es desconocida. Tiene entre ocho y 17 géneros en dos subfamilias, Compsocteninae y Eriocottinae.

## Géneros
Compsocteninae
- Alavona
- Cathalistis
- Compsoctena
- Eccompsoctena
- Eucryptogona
- Galaria
- Melasiniana
- Thapava
- Tissa
- Torna
- Toxaliba

Eriocottinae
- Crepidochares
- Dacryphanes
- Deuterotinea
- Eriocottis

Sin asignar
- Kearfottia
- Picrospora
- Tetracladessa